# موجارة موزمبيقية
موجارة موزمبيقية (الاسم العلمي:Gerres mozambiquensis) هي نوع من الأسماك تتبع جنس الموجارة من فصيلة الموجارات.